# نيكولا ليكيتش
نيكولا ليكيتش هو لاعب كرة قدم صربي في مركز الهجوم، ولد في 28 أغسطس 1990 في بلغراد في صربيا. لعب مع دينامو بوخارست ونادي بروليتر نوفي ساد.

## وصلات خارجية
- نيكولا ليكيتش على موقع قاعدة بيانات كرة القدم.إي يو (الإنجليزية)
- نيكولا ليكيتش على موقع Soccerway.com (الإنجليزية)